# 周防花岡駅
周防花岡駅（すおうはなおかえき）は、山口県下松市大字末武上にある、西日本旅客鉄道（JR西日本）岩徳線の駅。

## 歴史
- 1932年（昭和7年）5月29日：岩徳西線開業時の暫定的な終着駅として開設[1]。
  - 駅前には当時の花岡村（現・山口県下松市）が立てた周防花岡駅開業記念碑と、当時記念植樹された木が残っている。
- 1934年（昭和9年）
  - 3月28日：岩徳西線が高水駅まで延伸し、途中駅となる[2]。
  - 12月1日：岩徳西線が山陽本線麻里布駅（現・岩国駅） - 櫛ケ浜駅間の新線として組込まれ、当駅もその所属となる[2]。
- 1944年（昭和19年）10月11日：山陽本線岩国駅 - 櫛ケ浜駅間が元の柳井駅経由に戻されたため、岩徳線所属となる[2]。
- 1961年（昭和36年）11月1日：貨物取扱廃止[1]。
- 1971年（昭和46年）3月1日：業務委託駅化[3][4]。
- 1984年（昭和59年）2月1日：荷物扱い廃止[1]。
- 1987年（昭和62年）4月1日：国鉄分割民営化により、西日本旅客鉄道（JR西日本）に継承[1]。
- 2000年（平成12年）4月1日：無人駅化[5]。

## 駅構造
徳山駅が管理している無人駅である。但し、駅舎内には自動券売機が設置されている。徳山方面に向かって右側に単式ホーム1面1線ホームを有する地上駅。かつては2面3線だったため、下り線の長いホームが残る。今も開業時に建設されたマンサード屋根の駅舎を使用している。

## 利用状況
1日平均乗車人員は以下の通り。平日の朝と夕方は、近くの山口県立華陵高等学校生徒の利用が多い。
| 乗車人員推移 | 乗車人員推移 |
| 年度         | 1日平均人数  |
| ------------ | ------------ |
| 1999         | 375          |
| 2000         | 369          |
| 2001         | 360          |
| 2002         | 350          |
| 2003         | 361          |
| 2004         | 348          |
| 2005         | 315          |
| 2006         | 302          |
| 2007         | 304          |
| 2008         | 316          |
| 2009         | 302          |
| 2010         | 284          |
| 2011         | 289          |
| 2012         | 293          |
| 2013         | 293          |
| 2014         | 276          |
| 2015         | 293          |
| 2016         | 300          |
| 2017         | 297          |
| 2018         | 266          |
| 2019         | 305          |
| 2020         | 284          |
| 2021         | 287          |
| 2022         | 291          |

## 駅周辺
岩徳線と並行して山陽新幹線の高架橋が走っている。駅前は山口県道176号周防花岡停車場線で、山口県道41号下松鹿野線と市道西条（にしじょう）線に接続している。
- 国道2号
- 山口県立華陵高等学校
- 下松市立末武中学校
- 下松市立花岡小学校
- サンリブ下松
  - セリアサンリブ下松店
- 下松市地域交流センター・ふれあいの館
- 周南記念病院
- 花岡八幡宮
- 浄土宗盛涼山法静寺・花岡福徳稲荷社 - 奇祭・狐の嫁入り

### バス路線
「花岡駅前」停留所にて、防長交通による以下の路線が発着する。
- 下松駅前 / 久保団地四丁目・切山上

## 隣の駅
西日本旅客鉄道（JR西日本）
■岩徳線
生野屋駅 - 周防花岡駅 - 櫛ケ浜駅